# Woodburnehyus grenaderae
Woodburnehyus grenaderae (лат.) — вид вымерших парнокопытных из семейства пекариевых (Tayassuidae). Единственный известный вид рода Woodburnehyus. Жил во времена миоцена (13,6—10,3 млн лет назад) на территории современного штата Калифорнии (США). Известен по единственному типовому образцу UCMP 74812 — фрагменту черепа, найденному в карьере на ранчо Блэкхок у подножия горы Дьябло. Имеет на скуловых костях крупные выросты причудливой формы.